# Józef Kisielewski (pisarz)
Józef Kisielewski (ur. 26 lutego 1905 w Mościskach, zm. 20 lipca 1966 w Bandon w Irlandii) – polski pisarz, dziennikarz, członek Stronnictwa Narodowego.

## Życiorys
Urodził się w Mościskach koło Przemyśla, w rodzinie inteligenckiej, syn Tadeusza  i Stanisławy Bogumiły ze Studzińskich. Jego ojciec był z zawodu prawnikiem. Po zakończeniu I wojny światowej mieszkał w Krakowie. Około 1921 rodzina przeniosła się na Pomorze do Grudziądza, gdzie uczęszczał do Państwowego Gimnazjum Klasycznego. Jako harcerz należał do I Grudziądzkiej Drużyny im. Zawiszy Czarnego.
Jeszcze jako uczeń gimnazjum nawiązał kontakty z redakcją „Głosu Pomorskiego”, stając się wkrótce znaczącym współpracownikiem pisma. Po zdaniu matury w 1924 podjął w niej pracę jako redaktor. W tym samym czasie rozpoczął też działalność na niwie społecznej, nawiązując kontakty z Towarzystwem Czytelni Ludowych.
W 1925 wyjechał do Poznania, gdzie objął stanowisko redaktora organu TCL „Przeglądu Oświatowego” i rozpoczął studia polonistyczne na Wydziale Filologicznym Uniwersytetu Poznańskiego. W 1926 był współpracownikiem „Mównicy Publicznej”. Po studiach był sekretarzem w tygodniku Przewodnik Katolicki. W 1931 przejął redakcję miesięcznika „Tęcza”. Publikował także na łamach radykalno-narodowego tygodnika „Prosto z Mostu”.

### Działalność społeczna

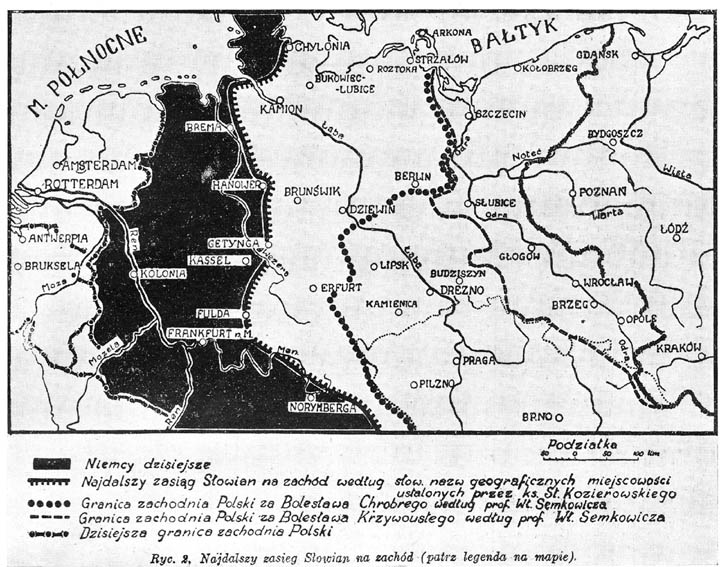
Mapa z książki „Ziemia gromadzi prochy” ukazująca jemu współczesną jak i historycznie zachodnie granice Polski, oraz dawny zasięg Słowian na zachodzie, w tym duże obszary Niemiec i Czechosłowacji z spolonizowanymi nazwami miejscowości

W przeddzień II wojny światowej napisał książkę „Ziemia gromadzi prochy” (wydaną w 1938), będącą serią reportaży autora z podróży, jaką odbył po nazistowskich Niemczech w 1937 wspólnie ze swoją żoną Marią. W 1941 wydano tę publikację trzykrotnie w Londynie, Edynburgu i Glasgow. W wersji skróconej opublikowanej konspiracyjnie w Warszawie w 1943, gdzie stała się jednym z podstawowych źródeł edukacji w podziemiu młodego pokolenia dziennikarzy. Za jej posiadanie Niemcy wysyłali do obozu koncentracyjnego, a sam autor oraz osoby współpracujące przy jej powstawaniu znalazły się na liście wrogów Rzeszy i tropiło ich Gestapo. W gronie tych osób był m.in. nestor polskiej archeologii i odkrywca Biskupina – Józef Kostrzewski, Gerard Labuda oraz odpowiedzialny za opracowanie graficzne książki Kirył Sosnowski.
Po 1939 Józef Kisielewski uciekł na Zachód przez Rumunię.
W latach 1946–1949 wydawał na emigracji tygodnik „Przegląd Polski”. W 1949 objął kierownictwo Katolickiego Ośrodka Wydawniczego „Veritas” i wydał w nim prawie trzysta książek. W latach 1955–1959 redagował pismo literacko-społeczne „Życie”. Od 1957 roku był współredaktorem kwartalnika "Poland and Germany" (wspólnie z Antonim Dargasem). W 1960 redagował „Wiadomości Katolickie”, organ Polskiej Misji Katolickiej.
Zmarł na zawał serca 20 lipca 1966 w Bandon w Irlandii, pochowany został w Londynie na cmentarzu  Gunnersbury.

## Życie prywatne
Od 25 października 1928 r. pozostawał w związku małżeńskim z Marią Stanisławą z d. Lisiecką (ur. 7.05.1891), I voto Szmańda - wdową po Janie Szmańdzie, działaczką Towarzystwa Czytelni Ludowych, literatką. Podczas gdy Józef Kisielewski emigrował do Rumunii, jego żona pozostała w Polsce, ukrywając się. Zmarła w Warszawie, pod koniec lipca 1944.
W 1958 ożenił się z Irlandką, Ericą O’Donnell (1920–1999), historykiem sztuki, lecz także agentką brytyjskich służb specjalnych w Europie podczas II wojny światowej. Z tego związku urodziło się dwóch synów.

## Publikacje
- Światła w mroku - Pięćdziesiąt lat pracy Towarzystwa Czytelni Ludowych 1880-1930, Poznań 1930.
- Żywot św. Jana Bosko, Poznań 1936.
- Powrót, Poznań 1936.
- O udział katolików w życiu kulturalnym Polski, Poznań 1938.
- Ziemia gromadzi prochy, Poznań 1938.
- Prawdy Pogranicza. O niedoli Polaków na Pograniczu w Niemczech, Toruń 1939.
- Znaki na niebie i ziemi, Poznań 1939.
- Droga do Polski, Bukareszt 1940 (Pod pseud. Jan Gajewski).
- Walka komunizmu z Kościołem, jej przyczyny, objawy i cele, Londyn 1951.
- Historyczne i kulturalne znaczenie Ziem Odzyskanych, Londyn 1952.
- Historia z samochodem, Londyn 1955 (Pod pseud. J. Wiktor).
- O krasnoludku, który został zuchem, Londyn 1955 (Pod pseud. J. Podolski).